# Campeonato Mundial de Lucha de 2015
El LXVI Campeonato Mundial de Lucha se celebró en Las Vegas (Estados Unidos) entre el 7 y el 12 de septiembre de 2015 bajo la organización de United World Wrestling (UWW) y la Federación Estadounidense de Lucha.
Las competiciones se realizaron en la Orleans Arena de la ciudad estadounidense.

## Resultados

### Lucha grecorromana masculina
| Evento         | Oro                      | Plata                           | Bronce                                                         |
| -------------- | ------------------------ | ------------------------------- | -------------------------------------------------------------- |
| 59 kg (08.09)  | Ismael Borrero · Cuba    | Rövşən Bayramov Azerbaiyán      | Almat Kebispayev · Kazajistán · Yun Won-Chol · Corea del Norte |
| 66 kg (07.09)  | Frank Stäbler · Alemania | Ryu Han-Su Corea del Sur        | Artiom Surkov · Rusia · Davor Štefanek · Serbia                |
| 71 kg (08.09)  | Rəsul Çunayev Azerbaiyán | Armen Vardanian · Ucrania       | Zakarias Tallroth · Suecia · Adam Kurak · Rusia                |
| 75 kg (07.09)  | Roman Vlasov · Rusia     | Mark Madsen Dinamarca           | Andrew Bisek · Estados Unidos · Doszhan Kartikov · Kazajistán  |
| 80 kg (08.09)  | Selçuk Çebi Turquía      | Viktar Sasunouski · Bielorrusia | Lasha Gobadze Georgia Yusef Gaderian Irán                      |
| 85 kg (09.09)  | Zhan Beleniuk · Ucrania  | Rustam Assakalov Uzbekistán     | Saman Təhmasibi Azerbaiyán Habibolah Ajlagui Irán              |
| 98 kg (07.09)  | Artur Alexanian Armenia  | Gasem Rezaei Irán               | Islam Magomedov · Rusia · Dmytro Tymchenko · Ucrania           |
| 130 kg (08.09) | Rıza Kayaalp Turquía     | Mijaín López Núñez · Cuba       | Bilial Majov · Rusia · Olexandr Chernetsky · Ucrania           |

### Lucha libre masculina
| Evento         | Oro                                | Plata                            | Bronce                                                   |
| -------------- | ---------------------------------- | -------------------------------- | -------------------------------------------------------- |
| 57 kg (12.09)  | Vladimer Jinchegashvili Georgia    | Hasan Rahimi Irán                | Viktor Lebedev · Rusia · Erdenebatyn Bejbayar · Mongolia |
| 61 kg (11.09)  | Hacı Əliyev Azerbaiyán             | Batboldyn Nomin Mongolia         | Vasyl Shuptar · Ucrania · Vladimir Dubov · Bulgaria      |
| 65 kg (10.09)  | Frank Chamizo · Italia             | Ixtiyor Navroʻzov Uzbekistán     | Ahmad Mohamadi · Irán · Soslan Ramonov · Rusia           |
| 70 kg (12.09)  | Magomedrasul Gazimagomedov · Rusia | Hasan Yazdani Irán               | James Green Estados Unidos Yakup Gör Turquía             |
| 74 kg (12.09)  | Jordan Burroughs Estados Unidos    | Pürevzhavyn Önörbat Mongolia     | Aniuar Gueduyev · Rusia · Narsingh Pancham Yadav · India |
| 86 kg (11.09)  | Abdulrashid Sadulayev · Rusia      | Selim Yaşar Turquía              | Alireza Karimi Irán Sandro Aminashvili Georgia           |
| 97 kg (11.09)  | Kyle Snyder Estados Unidos         | Abdusalam Gadisov · Rusia        | Pavlo Olinyk · Ucrania · Xetaq Qazyumov · Azerbaiyán     |
| 125 kg (12.09) | Taha Akgül Turquía                 | Cәmalәddin Mәhәmmәdov Azerbaiyán | Bilial Majov · Rusia · Gueno Petriashvili · Georgia      |

### Lucha libre femenina
| Evento        | Oro                                | Plata                            | Bronce                                                       |
| ------------- | ---------------------------------- | -------------------------------- | ------------------------------------------------------------ |
| 48 kg (09.09) | Eri Tosaka Japón                   | Mariya Stadnik Azerbaiyán        | Geneviève Morrison · Canadá · Jessica Blaszka · Países Bajos |
| 53 kg (09.09) | Saori Yoshida Japón                | Sofia Mattsson · Suecia          | Odunayo Adekuoroye Nigeria Jong Myong-Suk Corea del Norte    |
| 55 kg (10.09) | Helen Maroulis Estados Unidos      | Irina Ologonova · Rusia          | Tetiana Kit · Ucrania · Evelina Nikolova · Bulgaria          |
| 58 kg (10.09) | Kaori Icho Japón                   | Petra Olli · Finlandia           | Yuliya Ratkeviç Azerbaiyán Elif Jale Yeşilırmak Turquía      |
| 60 kg (11.09) | Oxana Herhel · Ucrania             | Süjeeguiin Tserenchimed Mongolia | Leigh Jaynes Estados Unidos Dzhanan Manolova Bulgaria        |
| 63 kg (10.09) | Soronzonboldyn Battsetseg Mongolia | Risako Kawai Japón               | Taibe Yusein · Bulgaria · Yuliya Tkach · Ucrania             |
| 69 kg (09.09) | Natalia Vorobiova · Rusia          | Zhou Feng China                  | Aline Focken · Alemania · Sara Dosho · Japón                 |
| 75 kg (10.09) | Adeline Gray Estados Unidos        | Zhou Qian China                  | Vasilisa Marzaliuk · Bielorrusia · Epp Mäe · Estonia         |

## Medallero
| Núm. | País            | Oro | Plata | Bronce | Total |
| ---- | --------------- | --- | ----- | ------ | ----- |
| 1    | Rusia           | 4   | 2     | 8      | 14    |
| 2    | Estados Unidos  | 4   | 0     | 3      | 7     |
| 3    | Turquía         | 3   | 1     | 2      | 6     |
| 4    | Japón           | 3   | 1     | 1      | 5     |
| 5    | Azerbaiyán      | 2   | 3     | 3      | 8     |
| 6    | Ucrania         | 2   | 1     | 6      | 9     |
| 7    | Mongolia        | 1   | 3     | 1      | 5     |
| 8    | Cuba            | 1   | 1     | 0      | 2     |
| 9    | Georgia         | 1   | 0     | 3      | 4     |
| 10   | Alemania        | 1   | 0     | 1      | 2     |
| 11   | Armenia         | 1   | 0     | 0      | 1     |
| 11   | Italia          | 1   | 0     | 0      | 1     |
| 13   | Irán            | 0   | 3     | 4      | 7     |
| 14   | China           | 0   | 2     | 0      | 2     |
| 14   | Uzbekistán      | 0   | 2     | 0      | 2     |
| 16   | Bielorrusia     | 0   | 1     | 1      | 2     |
| 16   | Suecia          | 0   | 1     | 1      | 2     |
| 18   | Corea del Sur   | 0   | 1     | 0      | 1     |
| 18   | Dinamarca       | 0   | 1     | 0      | 1     |
| 18   | Finlandia       | 0   | 1     | 0      | 1     |
| 21   | Bulgaria        | 0   | 0     | 4      | 4     |
| 22   | Corea del Norte | 0   | 0     | 2      | 2     |
| 22   | Kazajistán      | 0   | 0     | 2      | 2     |
| 24   | Canadá          | 0   | 0     | 1      | 1     |
| 24   | Estonia         | 0   | 0     | 1      | 1     |
| 24   | India           | 0   | 0     | 1      | 1     |
| 24   | Nigeria         | 0   | 0     | 1      | 1     |
| 24   | Países Bajos    | 0   | 0     | 1      | 1     |
| 24   | Serbia          | 0   | 0     | 1      | 1     |
|      | TOTAL           | 24  | 24    | 48     | 96    |